# Piskiv, Kostopil
Piskiv (în ucraineană Пісків) este localitatea de reședință a comunei Piskiv din raionul Kostopil, regiunea Rivne, Ucraina.

## Demografie
Componența lingvistică a localității Piskiv
     Ucraineană (99,74%)
     Alte limbi (0,26%)
Conform recensământului din 2001, majoritatea populației localității Piskiv era vorbitoare de ucraineană (99,74%), existând în minoritate și vorbitori de alte limbi.